# 登打士街

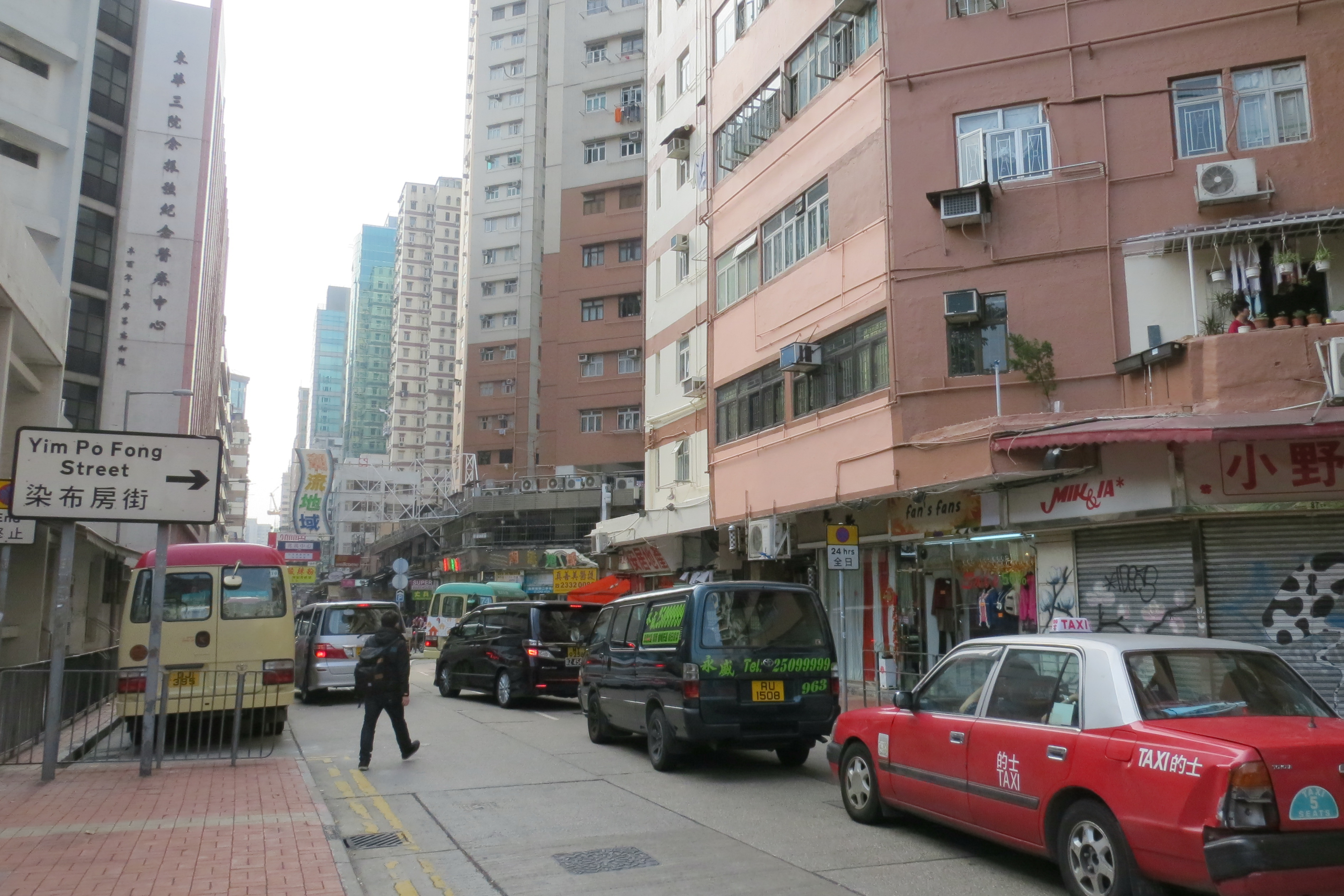
登打士街東接窩打老道路段，左方為廣華醫院

登打士街（英語：Dundas Street），是香港的一條著名街道，位於九龍油麻地及旺角交界。道路東接窩打老道，西接渡船街，與豉油街及碧街等街道平行。傳統上，登打士街是油麻地和旺角的分界線，以南屬油麻地，以北屬旺角，早年也是油尖區與旺角區的分界線。早年，登打士街近彌敦道是1920-30年代開業的東方煙廠（Orient Tobacco Manufactory of Hongkong）故址，位置是今天信和中心和兆萬中心的所在地，附近的煙廠街即因東方煙廠而得名。

## 特色
登打士街以樓上咖啡店而著名於香港。初時那些咖啡店集中在近西洋菜南街盡頭及通菜街（女人街一段）盡頭一帶。然而現時咖啡店已開始蔓延到彌敦道以西一段的登打士街。
另一方面，登打士街後半段（廣華醫院段），向來為街頭小食的木人巷，因此成為深受香港年青人歡迎的地方之一。而該地段的租金及成交價亦能媲美銅鑼灣波斯富街名店區，其中2011年登打士街43H號地下雙號數，實用面積只有約63方呎的商舖，以4,000萬成交，實用面積呎價達65萬元，成為旺角「舖王」，全港計排行第3。
到2013年下半年，該地段的業主因叫租進取，空置舖位驟增。據《經濟日報》記者2013年10月直擊，每隔數個門牌便出現1個空置舖位，合共至少8個，以該段的街舖約50多間計，空置舖位佔比達16%。有該區地產代理認為叫價太高加上定位錯誤，預料租金已經見頂。

## 沿路地點
- 廣華醫院
- 潮流地域/仁安大廈
- 好景商業中心
- 家樂坊
- 西九龍智能身份證換領中心
- 登打士廣場
- 兆萬中心
- 潮流特區
- 周大福商業中心/（周大福商業中心）
- 歐美廣場
- 同珍商業大廈/（同珍商業大廈）
- 香港旺角智選假日酒店

## 交通
港鐵：
- █  觀塘綫、 █  荃灣綫：油麻地站A1、A2出口、旺角站E1、E2出口

## 外部連結
维基共享资源上的相關多媒體資源：登打士街
22°18′55.5516″N 114°10′12.5502″E / 22.315431000°N 114.170152833°E